# NDUFV2
NDUFV2 (англ. NADH:ubiquinone oxidoreductase core subunit V2) – білок, який кодується однойменним геном, розташованим у людей на короткому плечі 18-ї хромосоми. Довжина поліпептидного ланцюга білка становить 249 амінокислот, а молекулярна маса — 27 392.
| 10         |  | 20         |  | 30         |  | 40         |  | 50         |
| ---------- |  | ---------- |  | ---------- |  | ---------- |  | ---------- |
| MFFSAALRAR |  | AAGLTAHWGR |  | HVRNLHKTVM |  | QNGAGGALFV |  | HRDTPENNPD |
| TPFDFTPENY |  | KRIEAIVKNY |  | PEGHKAAAVL |  | PVLDLAQRQN |  | GWLPISAMNK |
| VAEVLQVPPM |  | RVYEVATFYT |  | MYNRKPVGKY |  | HIQVCTTTPC |  | MLRNSDSILE |
| AIQKKLGIKV |  | GETTPDKLFT |  | LIEVECLGAC |  | VNAPMVQIND |  | NYYEDLTAKD |
| IEEIIDELKA |  | GKIPKPGPRS |  | GRFSCEPAGG |  | LTSLTEPPKG |  | PGFGVQAGL  |

A: Аланін

C: Цистеїн

D: Аспарагінова кислота

E: Глутамінова кислота

F: Фенілаланін

G: Гліцин

H: Гістидин

I: Ізолейцин

K: Лізин

L: Лейцин

M: Метіонін

N: Аспарагін

P: Пролін

Q: Глутамін

R: Аргінін

S: Серин

T: Треонін

V: Валін

W: Триптофан

Кодований геном білок за функціями належить до оксидоредуктаз, фосфопротеїнів. 
Задіяний у таких біологічних процесах, як транспорт, транспорт електронів, дихальний ланцюг, ацетилювання. 
Білок має сайт для зв'язування з НАД, іонами металів, іоном заліза, залізо-сірчаною групою, групою 2Fe-2S, убіхіноном. 
Локалізований у мембрані, мітохондрії, внутрішній мембрані мітохондрії.